# Tadeusz Zagajewski (1912–2010)
Tadeusz Józef Zagajewski (ur. 16 grudnia 1912 we Lwowie, zm. 28 września 2010 w Gliwicach) – inżynier elektryk, profesor, pionier polskiej elektroniki.

## Początki
Był synem Karola (ur. 1880), nauczyciela języka niemieckiego we Lwowie, przed 1939 naczelnika wydziału w Kuratorium Okręgu Szkolnego Lwowskiego. W 1930 ukończył X Gimnazjum im. H. Sienkiewicza we Lwowie i w tymże roku rozpoczął studia na Oddziale Elektrotechnicznym Wydziału Mechanicznego Politechniki Lwowskiej. Studia te zakończył dyplomem w 1935, a w ponad rok później rozpoczął pracę w Państwowych Zakładach Tele-Radiotechnicznych w Warszawie, gdzie w okresie lat 1936–1939 dał się poznać jako utalentowany konstruktor serii krótkofalowych nadajników radiokomunikacyjnych o mocy 150 W, 2 kW i 50 kW.
Wybuch II wojny światowej zastaje go w Warszawie. Po zakończeniu działań wojennych rozpoczyna na początku 1940 roku pracę w zajętym przez wojska radzieckie Lwowie jako asystent kierowanej wówczas przez prof. Janusza Groszkowskiego Katedry Radiotechniki w Lwowskim Instytucie Politechnicznym, czyli dawnej Politechnice Lwowskiej. Dotrwa na tym stanowisku do 1941 roku. Niemiecka okupacja Lwowa w latach 1941–1944 sprawia, że Politechnika Lwowska jako szkoła wyższa praktycznie przestaje istnieć. Tadeusz Zagajewski pracuje jako technik w Parowozowni Lwów-Wschód. Po ponownym zajęciu Lwowa w roku 1944 przez wojska radzieckie i uruchomieniu Lwowskiego Instytutu Politechnicznego podejmuje obowiązki docenta we wspomnianej już Katedrze Radiotechniki.

## Pierwsze lata w Gliwicach
W październiku 1945 roku, kiedy staje się już jasne że Lwów pozostanie poza granicami Polski, decyduje się na opuszczenie miasta wraz z całą rodziną w ramach akcji przesiedleńczej. Akcję zorganizowano dla pracowników politechniki i uniwersytetu, których oczekiwały organizujące się w kraju uczelnie. Pociąg ewakuacyjny po tygodniu dociera do Gliwic, gdzie Tadeusz Zagajewski decyduje zakończyć trudną podróż ze względu na trzyletnią córkę Ewę i czteromiesięcznego syna Adama. W Gliwicach mieszka i pracuje w pionierskich powojennych warunkach. W mieście, w którym nigdy wcześniej nie było wyższej uczelni, powstaje Politechnika Śląska. Tadeusz Zagajewski bierze czynny udział – jako adiunkt, pod kierunkiem prof. Tadeusza Malarskiego – w organizowaniu na Wydziale Elektrycznym Oddziału Telekomunikacyjnego i Katedry Radiotechniki.
Już w 1946 roku uzyskuje stopień naukowy doktora nauk technicznych na Wydziale Elektrycznym Politechniki Warszawskiej po obronie pracy, która w zarysie powstała jeszcze we Lwowie pod opieką prof. Groszkowskiego. W latach 1947–1954 jest zastępcą profesora i kierownikiem Katedry Radiotechniki Politechniki Śląskiej. W tym okresie wzrasta jego zainteresowanie innymi niż telekomunikacja zastosowaniami nowej dziedziny – elektroniki. W szczególności chodzi tu o jej zastosowania w przemyśle dla celów technologicznych, w pomiarach wielkości nieelektrycznych i rozwijającej się automatyce przemysłowej. Prof. Tadeusz Zagajewski nawiązuje liczne kontakty z przemysłem, podejmuje się opracowywania prototypowych urządzeń elektronicznych, prowadzi pierwsze prace naukowe z tej dziedziny. Kiedy na przełomie lat 1952–1953 w wyniku ministerialnej decyzji następuje likwidacja Oddziału Telekomunikacyjnego w Politechnice Śląskiej, prof. Zagajewski nie daje się tym zaskoczyć. Jego kontakty z przemysłem i wspomniane zainteresowania pozwalają na organizację nowej specjalności: elektroniki przemysłowej, oraz przemianowanie w 1954 roku Katedry Radiotechniki w Katedrę Elektroniki Przemysłowej. W tymże roku zostaje mianowany profesorem nadzwyczajnym i powołany na kierownika nowej katedry. Przez następny rok (1955–1956) pełni funkcje dziekana Wydziału Elektrycznego, a w latach 1956–1959 prorektora ds. nauki Politechniki Śląskiej.

## Początki Wydziału Automatyki
Utworzenie Katedry Elektroniki Przemysłowej i jej kilkuletnia owocna działalność stały się ważnym impulsem do powstania na Wydziale Elektrycznym Politechniki Śląskiej Oddziału Automatyki. Prof. Tadeusz Zagajewski staje się następnie jednym z inicjatorów powstania samodzielnego Wydziału Automatyki i w latach 1962–1964 podejmuje aktywną działalność przy jego organizowaniu. Zaowocuje to oficjalnym powołaniem Wydziału przez ministra Szkolnictwa Wyższego w 1964 roku, a prof. Zagajewski zostaje pierwszym jego dziekanem. Funkcję tę pełni do 1968 roku. W 1965 roku uchwałą Rady Państwa zostaje mu nadany tytuł profesora zwyczajnego.
Jako dziekan Wydziału Automatyki był jedynym profesorem, który w marcu 1968 czynnie przeciwstawił się partyjno-policyjnej nagonce na studentów i na znak protestu demonstracyjnie opuścił zebranie Senatu Politechniki prowadzone przez ówczesnego rektora Jerzego Szubę. Kosztowało go to dziekanat, kierownictwo katedry i poważne ograniczenie badań naukowych.
Wypadki marca 1968 roku, wystąpienia nauczycieli akademickich i młodzieży przyniosły jako jeden ze skutków likwidację tradycyjnych komórek organizacyjnych wyższych uczelni – katedr, a następnie ich scalanie w jednostki większe – instytuty. W wyniku dwóch kolejnych reorganizacji Uczelni Katedra Elektroniki Przemysłowej zostaje w 1968 roku wpierw przemianowana na Katedrę Elektroniki, a w 1971 roku staje się częścią Instytutu Konstrukcji i Technologii Urządzeń Automatyki i Elektroniki. Po dojściu Gierka do władzy prof. T. Zagajewski zostaje mianowany zastępcą dyrektora ds. nauki tego Instytutu. W 1974 r. zostaje dyrektorem nowo utworzonego Instytutu Elektroniki, którym kieruje do 1983 r.

## Praca dydaktyczna i naukowa
Przez wszystkie lata pracy prof. T. Zagajewski prowadził bardzo starannie opracowane wykłady, najwyżej oceniane przez kolejne roczniki studentów. Jego dorobek zawiera wiele książek i podręczników, stale aktualizowanych i dostosowanych do nowych potrzeb dydaktycznych. Pierwszą taka książką był wydany wkrótce po wojnie (1949) podręcznik pt. „Radiotechniczne urządzenia nadawcze” [1], wznawiany w kilku wydaniach do 1961 roku. Drugą była wydana po raz pierwszy w 1953 roku, a opracowywana wielokrotnie od nowa z różnymi zespołami współpracowników książka pt. „Elektronika przemysłowa” [2]. Temat był w ówczesnej literaturze światowej zupełnie nowy, a o potrzebie tej książki świadczyło stale jej wznawianie w unowocześnionej postaci; jej szóste wydanie ukazało się w 1975 roku, a tłumaczenie rosyjskie w 1976 roku Z książek wydanych w późniejszym okresie na szczególną uwagę zasługuje również monograficzne opracowanie układów elektroniki stosowanej i przemysłowej, którego czwarte wydanie ukazało się w 1978 roku pod tytułem „Układy elektroniki przemysłowej” [3].
Prof. T. Zagajewski był opiekunem ponad 200 magisterskich prac dyplomowych, promotorem 15 rozpraw doktorskich, kilku jego wychowanków uzyskało stopień docenta i tytuł profesora.
Chociaż oryginalna działalność naukowa prof. T. Zagajewskiego obejmuje również liczne inne wątki, nie wyłączając eksperymentu i prac, które znalazły praktyczne zastosowanie w przemyśle elektronicznym i maszynowym (w tym także rozwiązań patentowych), to jednak jego podstawową dziedziną zainteresowań jest teoria obwodów elektrycznych w zastosowaniu do układów elektronicznych. Wśród jego najważniejszych oryginalnych prac teoretycznych można wyodrębnić kilka grup:
- prace dotyczące analizy generatorów elektronicznych – stałości częstotliwości drgań, efektów liniowych i nieliniowych w tych generatorach, czasu narastania drgań itp. Teoria harmonicznych prof. J. Groszkowskiego została przez T. Zagajewskiego w jego pracy doktorskiej [4] i w późniejszych pracach rozszerzona o powiązanie zawartości harmonicznych z kształtem charakterystyki elementu nieliniowego. Pozwoliło to na znaczne poszerzenie obszaru zastosowań tej teorii, przede wszystkim na zagadnienia optymalizacji generatorów elektronicznych.
- prace teoretyczne dotyczące obwodów elektrycznych stosowanych w elektronice. Za najważniejsze z nich można uznać uogólnienie pojęcia dwoistości obwodów elektrycznych [5], jego zastosowanie do linii długich [6,7], jak również do obwodów nieliniowych i obwodów o parametrach zmiennych w czasie [8,9].

Pojęcie dwoistości umożliwia T. Zagajewskiemu nowe ujęcie zagadnienia optymalizacji generatorów elektronicznych ze względu na stałość częstotliwości i zniekształcenia nieliniowe [10,11].
Dalszym tematem prac T. Zagajewskiego jest zagadnienie obwodów skoligaconych, czyli obwodów o jednakowej topologii i o elementach przekształconych z R na C lub z R na L i odwrotnie [12]. Praktyczne wnioski z tego typu przekształceń przewidują ważną dla zastosowań w obwodach monolitycznych możliwość zastąpienia indukcyjności w obwodach rezonansowych przez ujemne rezystancje [13].
Podobieństwo obwodów elektrycznych zostało zdefiniowane przez T. Zagajewskiego w sposób zupełnie ogólny w pracach [14-17]. Wyróżniono tam cztery rodzaje podobieństwa obwodów, którego szczególnymi przypadkami są: dualność i skoligacenie. Dla tych czterech rodzajów podobieństwa zostały określone proste związki między transmitancjami obwodów, jak również prądami i napięciami w odpowiadających sobie gałęziach obwodów.
- Ważne są również prace [18-21], w których T. Zagajewski poświęcił uwagę modyfikacjom i zastosowaniom funkcji Walsha do analizy układów impulsowych, takich jak układy przerzutnikowe, układy powielające liczbę impulsów itp.

W 1988 roku prof. Tadeusz Zagajewski przeszedł na emeryturę. Nie przerwał jednak pracy naukowej. W swoich ostatnich pracach teoretycznych profesor powraca do podstawowych zagadnień nieliniowego sprzężenia zwrotnego we wzmacniaczach, symetrii elektrycznej obwodów, niestałości częstotliwości generatorów i określenia częstotliwości chwilowej.
Został pochowany na Cmentarzu Centralnym w Gliwicach.
Jego syn Adam Zagajewski został poetą, a córka dr inż. Ewa Zagajewska-Fabrycy pracownikiem naukowym Politechniki Śląskiej i Politechniki Szczecińskiej.

## Ważniejsze publikacje
1. Podręcznik pt. „Radiotechniczne urządzenia nadawcze”, 1949
2. Książka pt. „Elektronika przemysłowa”, pierwsze wydanie 1953
3. Monografia pt. „Układy elektroniki przemysłowej”, czwarte wydanie 1978
4. „Wpływ nieliniowych elementów obwodu na stabilizację czestot1iwości generatorów samowzbudnych” (1946, praca doktorska na Wydziale Elektrycznym Politechniki Warszawskiej, promotor: prof. J. Groszkowski)
5. „Generalized Duality Concept of Electrical Networks”, Bull.Ac.Pol.Sci.Ser. Sci.Techn., 1 1;1963
6. „Dual and Autodual Electric Networks with Uniformly Distributed Parameters'”, Bull. Ac. Pol. Sci. Ser.Techn., 14; 1966
7. „Duality and Autoduality of Electric Networks with Non-Uniformly Distributed Parametrs”, ibidem, 15; 1966
8. „Duality and Similarity of Non-Linear Fourpoles Applied to Vaccum-Tube and Transistor Oscillators”, Bull.Ac.Pol.Sci.Techn., 14; 1966
9. „Duality of Non-Linear and Time-Varying Electric Networks”, (16,1968)
10. „Optymizacja tranzystorowych generatorów o napięciowych i prądowych sprzężeniach zwrotnych”, Arch.El., 16; 1967
11. „Optymizacja elektronicznych generatorów RC małej częstotliwości”, [w:] „Wybrane zagadnienia elektroniki i telekomunikacji” PWN, Warszawa 1968, s. 147–164
12. „Affined Ladder Networks RC or RL”, oraz „Affined Networks RC or RL”, BulI.Ac.Pol.Sci.Ser.Sci.Techn., 19; 1971
13. „Dual and Affined Quasi-Resonance Networks with Negative Resistances”, Bull.Ac.Pol.Sci.Ser.Techn., 19; 1971
14. „General Principles of Similarity of Electric Networks”, Bull. Ac. Pol. Sci. 5cr. Sci.Techn., 5; 1972
15. „Ogólne zasady podobieństwa obwodów elektrycznych” (Arch.El., 22; 1973)
16. „The principles of similarity of switching circuits” (Bull. Ac.Pol.Sci.Ser.Sci.Techn., 21; 1973)
17. „Similarity and autoduality of fourpoles” (Bull. Ac.Pol.Sci.Ser. Sci Techn., 22; 1974)
18. „Analysis of pulse multiplication by means of Walsh functions” (Bull. Ac.PoI.Sci.Ser.Sci.Techn., 25; 1977)
19. „Pulse multiplication using Walsh functions” (Electronic Eng., 50, 1978, wspólnie z E. Mollem)
20. „Logic operations on Walsh functions and some of their applications” (Bull. Ac.Pol.Sci. Ser.Sci.Techn., 26; 1978)
21. „Walsh functions in the analysis of flip-flop performance” (Bull. Ac.Pol.Sci.Ser.Sci.Techn., 28; 1980)
22. „Criticism of the definition of instantaneous frequency” (Bull.Ac.Pol.Sci. Ser. Sci.Techn. 37; 1989).

## Ważniejsze funkcje w Politechnice Śląskiej
- Kierownik Katedry Radiotechniki na Wydziale Elektrycznym, 1947-1954
- Kierownik Katedry Elektroniki Przemysłowej na Wydziale Elektrycznym, 1954-1964
- Dziekan Wydziału Elektrycznego, 1955-1956
- Prorektor ds. nauki, 1956-1959
- Dziekan Wydziału Automatyki, 1964-1968
- Kierownik Katedry Elektroniki Przemysłowej na Wydziale Automatyki, 1964-1968
- Kierownik Katedry Elektroniki na Wydziale Automatyki, 1968-1971
- Z-ca ds. nauki dyrektora Instytutu Konstrukcji i Technologii Urządzeń Automatyki i Elektroniki, 1971-1974
- Dyrektor Instytutu Elektroniki na Wydziale Automatyki, 1974-1983

## Ważniejsze funkcje w Polskiej Akademii Nauk i stowarzyszeniach naukowych
- Członek Komitetu Elektroniki i Telekomunikacji PAN, od 1955
- Członek korespondent PAN, od 1960
- Przewodniczący Zarządu Głównego Polskiego Towarzystwa Elektrotechniki Teoretycznej i Stosowanej, 1973-1977
- Członek rzeczywisty PAN, od 1976
- Członek Komitetu Nagród Państwowych w Sekcji Elektrotechniki i Elektroniki, 1976-1982
- Przewodniczący Oddziału PAN w Katowicach, 1983-1986

## Ważniejsze odznaczenia
- Złoty Krzyż Zasługi, 1955
- Medal 10-lecia Polski Ludowej, 1955[3]
- Krzyż Kawalerski Orderu Odrodzenia Polski, 1959
- Medal Komisji Edukacji Narodowej, 1974
- Krzyż Komandorski Orderu Odrodzenia Polski, 1986
- Krzyż Komandorski z Gwiazdą Orderu Odrodzenia Polski, 1995[4]
- Doktorat „honoris causa” Politechniki Śląskiej, 1992[5]
- Medal im. prof. Stanisława Fryze nadany przez Stowarzyszenie Elektryków Polskich, 2002

## W opracowaniu plakatu wykorzystano książkę
Malzacher S.: W moich oczach. 45 lat z prof. Tadeuszem Zagajewskim. Instytut Elektroniki Politechniki Śląskiej Gliwice 1992